# Valledolmo
Valledolmo is een gemeente in de Italiaanse provincie Palermo (regio Sicilië) en telt 4017 inwoners (31-12-2004). De oppervlakte bedraagt 25,8 km², de bevolkingsdichtheid is 156 inwoners per km².

## Demografie
Valledolmo telt ongeveer 1731 huishoudens. Het aantal inwoners daalde in de periode 1991-2001 met 11,6% volgens cijfers uit de tienjaarlijkse volkstellingen van ISTAT.
| Jaar | Inwoneraantal |
| ---- | ------------- |
| 1991 | 4689          |
| 2001 | 4147          |

## Geografie
De gemeente ligt op ongeveer 780 m boven zeeniveau.
Valledolmo grenst aan de volgende gemeenten: Alia, Sclafani Bagni, Vallelunga Pratameno (CL).